# Mullbärshamn

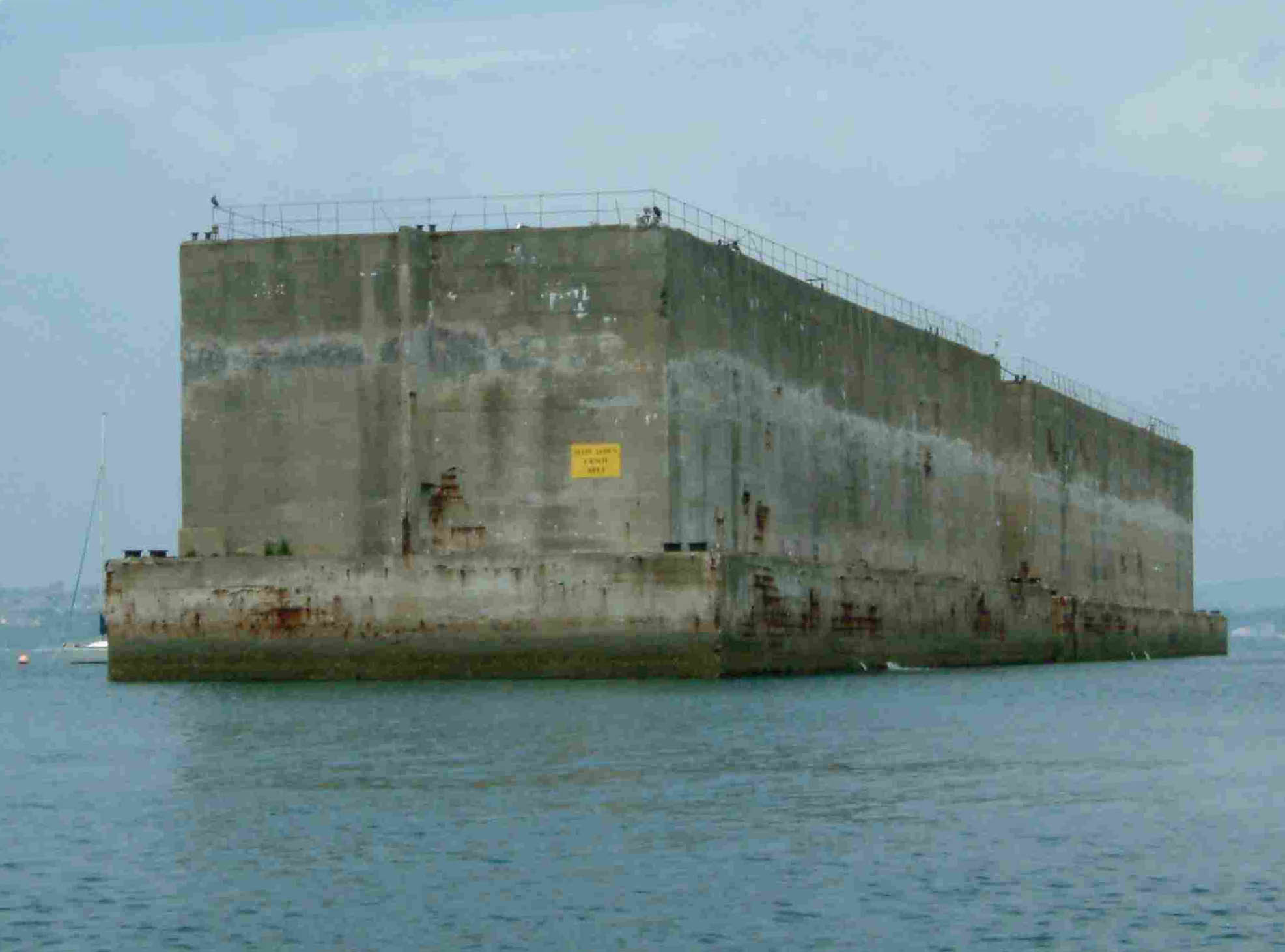
Ett par Phoenixvågbrytare vid Portland Harbour.

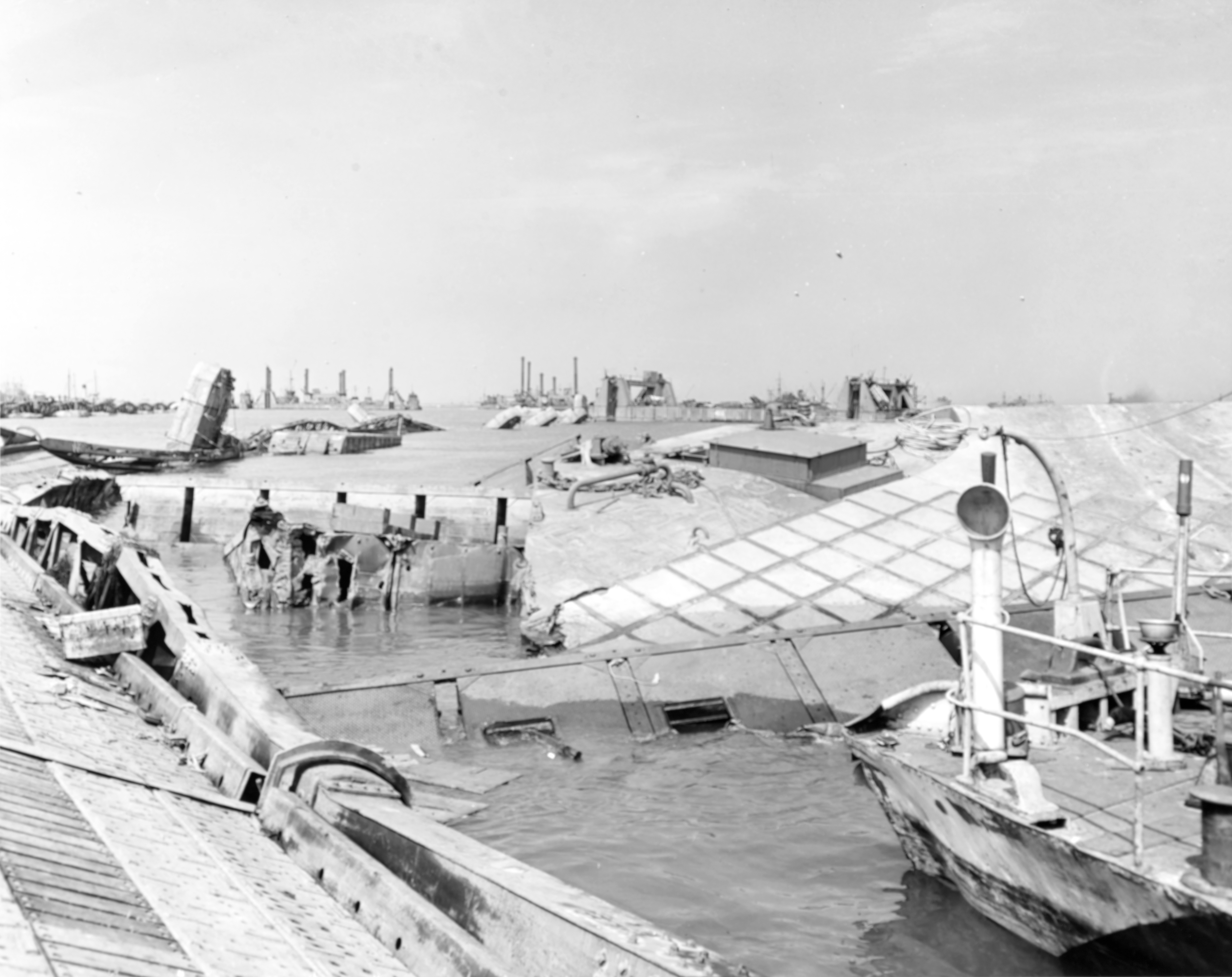
En av Mulberry A:s pontoner som sänktes vid stormen 19-22 juni 1944.

En Whale flytande landsväg som leder till en av bryggorna (Spud) vid Mullberry A vid Omaha Beach.

Mullbärshamnen eller Mulberry harbour var en tillfällig hamn konstruerad under andra världskriget. Hamnens uppgift var att lossa gods på invasionsstränderna under de allierades invasion av Normandie.
Två prefabricerade militära hamnar forslades i sektioner från Storbritannien över Engelska kanalen och monterades ihop utanför Normandies kust som en del i Dagen D-invasionen av Frankrike 1944.
Två konstgjorda hamnar skulle anläggas, var och en av ungefär Dovers storlek. De skulle tillverkas i England och i lämpliga enheter bogseras över kanalen. Den ena hamnen kom att anläggas vid Arromanches i den brittiska sektorn och den andra inom den amerikanska sektorn vid Vierville-sur-Mer.

## Bakgrund
Räden i Dieppe 1942 hade visat att de allierade inte med säkerhet skulle klara av att bryta igenom Atlantvallen och inta en hamn längs norra Frankrikes kust. Mullbärshamnarna byggdes för att ge de allierade hamnar med kapacitet att lossa soldater, fordon och förnödenheter i tillräcklig mängd för att underhålla Operation Overlord och slaget vid Normandie. Hamnarna hade alla egenskaper som man kan förvänta sig av en hamn: vågbrytare, brygga, vägar etc.
Planerna för en invasion på kontinenten tog form under våren 1943. I juni samma år hölls ett möte med de brittiska och amerikanska överbefälhavarna, där de stora linjerna drogs upp. Bland annat beslöt man att förbereda byggandet av konstgjorda hamnar på invasionskusten för att kunna lossa materiel och förnödenheter på skyddat vatten. Man räknade inte med att tyskarna skulle lämna någon hamn av tillräcklig storlek i användbart skick. Man uppskattade mängden av materiel och förnödenheter, som skulle lossas, till 12 000 ton och 2 500 fordon per dag under de första 90 dagarna.

## Utveckling
Vem som kläckte idén om en konstgjord hamn är omstritt. Några av de som föreslagit någonting i den riktningen är Hugh Lorys Hughes, walesisk väg- och vattenbyggnadsingenjör, som skickade in förslagsritningar till krigsministeriet, professor J. D. Bernal och vice-amiral John Hughes-Hallett.
Vid ett möte omedelbart efter räden i Dieppe föreslog Hughes-Hallett, att om en hamn inte kunde erövras, så skulle man få ta med sig en över Engelska kanalen.
Förslaget möttes först med stor skepsis, men i ett efterföljande möte med Winston Churchill, så avslöjade denne att han hade övervägt ett liknande scenario som gick ut på att sänka utrangerade krigsskepp utanför några danska öar för att skapa ett brohuvud för en invasion under första världskriget. Planerna för Mullbärshamnen började ta form när Hughes-Hallett blev marin stabschef för planerarna av Operation Overlord.
Sedan planerna godkänts vid Quebec-konferensen beslöt man den 3 september 1943 att sätta i gång arbetena. Preliminära ritningar blev färdiga den 4 oktober, slutgiltiga den 20 och alla detaljer ritade den 27 samma månad. Trots att en del av utrustningen varit under arbete i ett par år kunde man inte räkna med att färdigställa den övriga materielen i så god tid, att man kunde utföra prov med den eller göra ändringar med ledning av erfarenheterna under arbetet. Det var en gigantisk uppgift för Ministry of Supply att skaffa eller reservera de 31 000 ton stål och materiel för 250 000 m3 betong, som erfordrades. Dessutom var bristen på arbetskraft svår; många yrkesarbetare måste tas från andra krigsindustrier och från fronttjänst. Totalt togs 20 000 man och 25 firmor i anspråk, huvudsakligen inom Themsen- och Southamptonområdena.
Prototyper på tre konkurrerande konstruktionslösningar byggdes. Test av utplacering och bogsering av flytelementen gjordes i Garlieston i Wigtownshire. Konstruktör var Hugh Iorys Hughes som använde 1000 värnpliktiga för att bygga och testa moduler av sina Flodhästkajer (Hippo piers ) och Krokodilbroar (Crocodile bridge) på Conwy Morfas sandbankar. En prototyp, kallad Hamiltonrulltårtan (The Hamilton Swiss Roll), byggdes och bestod av en flytande vägbana och ett system av flexibla broenheter med pontoner konstruerade av major Allan Beckett vid ingenjörstrupperna. Testerna visade att ”Rulltårtan” hade flera problem. Den klarade inte att bära fordon tyngre än 7 ton vid sjögång. Det som slutligen avgjorde vilken konstruktion som skulle väljas var när en storm spolade bort ”Rulltårtan” och underminerade ”Flodhästen”. Beckets flytande vägbana, kodnamn Whale (Valen), klarade sig oskadd. Becketts konstruktion antogs och tillverkades, under ledning av J. D. Bernal och brigadör Bruce White, på order av Winston Churchill.
För att bygga den föreslagna hamnen behövde man använda många och stora kassuner för att skapa bryggor, vågbrytare och vägar. Kassunerna byggdes på många olika ställen, främst på skeppsvarv och större stränder längs Storbritanniens kuster, så som Conwy Morfa.
Hamnarna skulle bestå av tre huvudelement: vågbrytare, flytande kajer och pontonbroar. Vågbrytarna utgjordes av betongkasuner, konstruerade för olika vattendjup och avsedda att sänkas när de kommit på plats. Betongkasunerna kunde dock inte byggas för större vattendjup än nio meter, vilket betydde, att endast ett begränsat antal fartyg av Libertyskeppens storlek skulle kunna använda hamnen. Därför byggdes stora flytande vågbrytarelement av stål, som skulle placeras utanför hamnen. Dessa förstördes emellertid av storm innan de kom fram. Då antalet bogserbåtar visade sig bli otillräckligt för bogseringen över kanalen ersattes en del kasuner av äldre fartyg, som sänktes på platsen.
Betongkasunerna gjordes i sex storlekar, avsedda för olika djup. De var alla 62 m långa medan höjden varierade mellan 7,5 och 18 m. Den största hade ett deplacement av 6 044 ton och den minsta 1 672 ton. De var byggda med ett vattentätt långskeppsskott och åtta tvärskeppsskott, varav fyra vattentäta, varigenom kasunen uppdelades i sammanlagt tio vattentäta avdelningar. Varje kasun hade utrymme för en mindre besättning samt var utrustad med Bofors-kanoner och pansarskydd för personalen.
Antalet kasuner var 146 och fördelade sig från de största räknat: 60, 11, 25, 23, 17 och 10. Kasunerna byggdes på ett flertal olika platser med varierande resurser; sålunda tillverkades 57 kasuner i åtta torrdockor, 18 i två flytdockor, 42 i tolv bassänger och 23 på fyra slipar. Bygget i bassänger var en nödfallsutväg, eftersom de varvsresurser, som kunde tas i anspråk i södra England för dessa arbeten, inte räckte till. Bassängerna grävdes i Themsenstranden till ett djup av tre meter under högvattennivån. Kasunerna kunde därför inte gjutas färdiga på platsen, då de därigenom skulle få för stort djupgående, utan togs ut sedan botten och nedre delen av sidorna färdigställts, så att kasunen hade tillräcklig flytkraft, och byggdes sedan färdig utanför bassängen. Kasunerna var försedda med bottenventiler, så att de kunde sänkas på fem till 22 min, beroende på storlek och vattendjup.
Vågbrytarefartygen var 60 till antalet och placerades dels vid de båda hamnarna, dels för att skydda tre andra landstigningsplatser. De sänktes på avsedd plats med hjälp av sprängladdningar. Totala tonnaget av dessa fartyg, bland vilka även fanns en del äldre örlogsfartyg, var 500 000 ton och sammanlagda längden av dessa vågbrytare var 7 000 m. Ytan inom vågbrytaren vid Arromanches var 520 ha. För fartygens lossning och lastning fanns i varje hamn ett antal flytande kajanläggningar, vilka var förbundna med land genom långa pontonbroar.

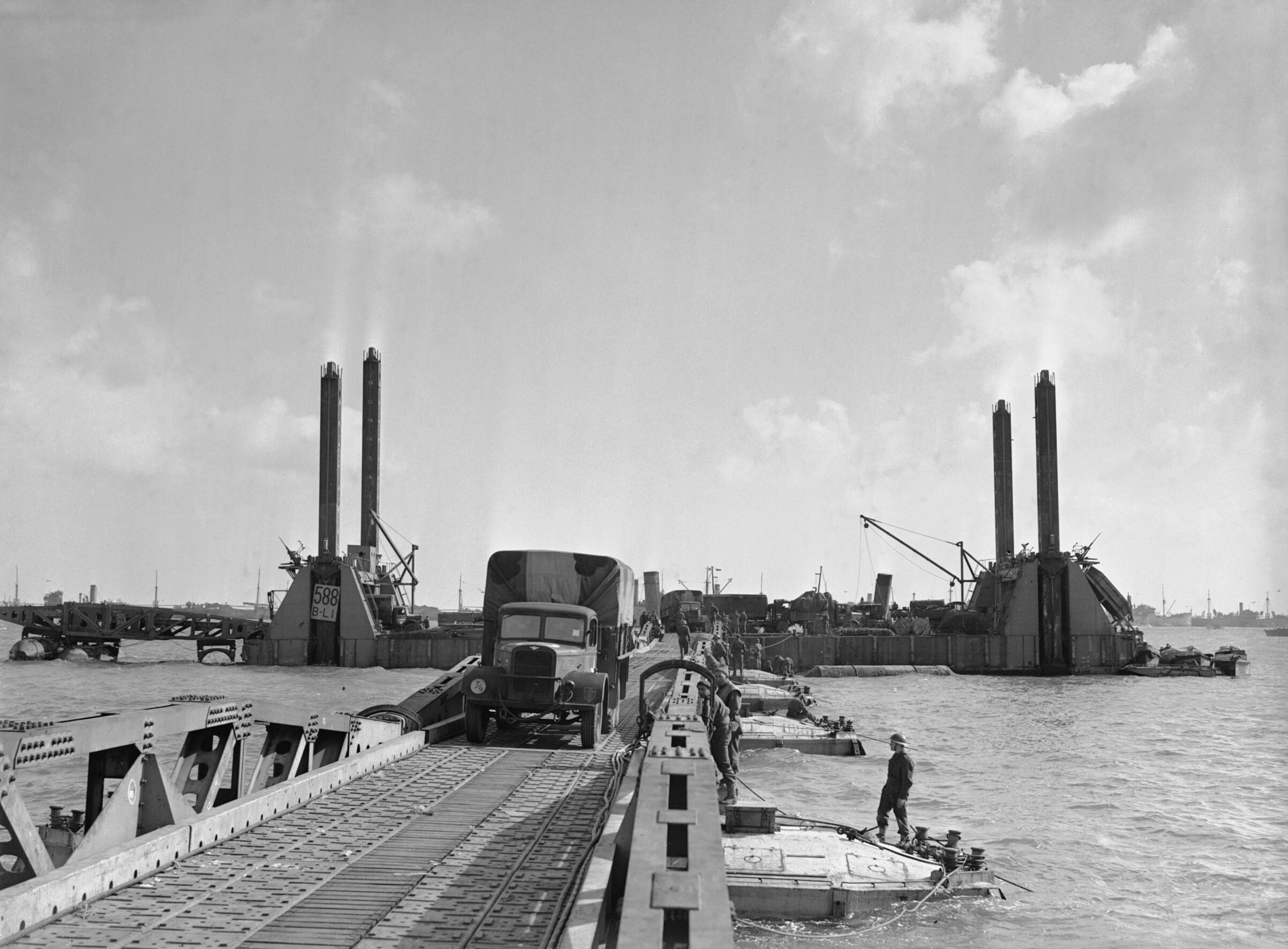
Pontonbro. I bakgrunden ses en kaj med fyra pålar i varje hörn

Dessa kajer, vilkas huvuddimensioner var 18 x 61 m, hade stor flytkraft men stödde också mot bottnen med fyra pålar, en i varje hörn. Pålarna kunde manövreras i höjdled med ett dieselelektriskt vinschmaskineri och pressades med konstant tryck mot bottnen, så att pontonen lyftes upp till en viss grad. På detta sätt kunde kajen följa med tidvattnet men på samma gång stå stadigt på bottnen. Prototypen, som bara befann sig på ritningsstadiet i december 1942, låg på sin försöksstation i april 1943.
Varje kajdel var en oberoende enhet med egen kraftförsörjning för körning av pålarna, en verkstad för reparations- och underhållsarbeten samt luftkonditioneringsanläggning. Vidare fanns inredning för en officer, sex underofficerare och 15 man med logement, mässar och kök.
För att kunna landsätta 40 ton stridsvagnar från de speciella "LST"-fartygen byggdes också ett par konstgjorda "stränder", vilka anslöts till en kajdel. Därigenom kunde stridsvagnarna köra direkt ut på kajen, och man slapp manövrera fartyget in till land.
Från utlastningskajen, som bestod av åtta kajdelar, förde två mer än kilometerlånga pontonbroar in till stranden. Pontonerna var ursprungligen avsedda att tillverkas av stål men då detta skulle kräva 5 000 ton för de erforderliga 670 pontonerna, byggdes endast 200 av stål och 470 av betong. Brodelarna bestod av två fackverksbalkar, ledbart kopplade till pontonerna, samt mellanliggande körbana, vars delar var ledbart förbundna med balkarna. Härigenom fick bron en rörlighet, som tillät den att följa med pontonernas rörelse i sjön utan att det uppstod extra påkänningar. En del pontoner var försedda med höj- och sänkbara pålar för att kunna stå stadigt när tidvattnet drog sig tillbaka.
Kassunerna bogserades sedan över Engelska kanalen till Normandies kust med den blygsamma hastigheten 4,3 knop (8 km/h).

## Bygge
Läget av vågbrytaren, kajerna och pontonbroarna bestämdes med hjälp av gamla franska sjökort, som dock var delvis otillförlitliga och kompletterades med lodningar strax före D-dagen den 6 juni 1944.
Brandskyddet var en viktig del av hamnens utrustning. I hamnen låg flodsprutor, vilka för övrigt fick hjälpa till med att fylla kasunerna och länsa de flytande kajerna. På land var rörledningar dragna för att skydda trafiken, som till stor del utgjordes av tankbilar.
På D-dagen började bogseringen över kanalen av hamnens delar. Spärrfartygen gick för egen maskin tätt efter de första anfallsstyrkorna och klarade resan bra samt sänktes enligt planen. Betongkasunerna bogserades av var sin bogserbåt med ca 4 knop en distans av upp till 100 nautiska mil.
Detta arbete kan betecknas som historiens största bogseringsföretag. I två månader före D-dagen hade bogsering av de smärre enheterna pågått för att sätta samman dem till 490 större enheter. Från och med D-dagen var 132 bogserbåtar i full verksamhet med att släpa över alla kasuner, pråmar, dockor, kranar och sandsugare. De senare hade till uppgift att fylla kasunerna med sand för att de skulle ligga ännu stadigare.
Vid ankomsten sänktes kasunerna och spärrfartygen på de platser, som anvisades av en speciell avdelning, och endast ett fåtal höll ej rättningen. D+12 (12 dagar efter D-dagen) var mer än häften av kasunerna på plats, och hamnen erbjöd redan en imponerande anblick. Under tiden hade särskilda fartyg iordningställt förtöjningar för den flytande vågbrytaren. Detta arbete avslutades D+8. Samtidigt hade styrkor, som landsatts på D-dagen, röjt mineringarna och iordningställt vägar ned till pontonbroarnas landfästen. Till och med D+12 gick allt efter beräkning. Kustfartyg kunde redan lossa sin last vid vilket tidvatten som helst vid en pir, och flera flytande kajer var klara. Överlägsenheten i luften hindrade det fientliga flyget att göra skada.
Tre dagar efter Dagen D (9 juni 1944) påbörjades bygget av två hamnar med kodnamnet Mulberry A utanför Omaha Beach och Mulberry B utanför Arromanches. 
D+13 blåste det emellertid upp en nordostlig storm, som räckte i tre dagar. Det var den kraftigaste junistorm man haft på 40 år, och den kom från det mest ogynnsamma hållet. Hamnarna var ännu bara halvfärdiga och i detta tillstånd rätt ömtåliga. Den amerikanska hamnen blev svårt ramponerad, medan den engelska i viss mån skyddades av ett rev. En stor del av de bogsersläp, som var på väg över, gick till spillo, bland annat de flytande vågbrytarna. Det skydd, som hamnarna och de tre vågbrytarna av spärrfartyg lämnade, räddade emellertid många liv och mycket material. Under den värsta dagen kunde man trots allt lossa 800 ton flytande bränsle och ammunition samt landsätta trupp.
Arbetena med den amerikanska hamnen avbröts, inte på grund av de stora skadorna och förlusten av material utan därför att man hade lyckats ta hamnen i Cherbourg fortare än beräknat. Hamnen i Arromanches kunde inte heller byggas ut efter planen, bland annat måste en broförbindelse med den flytande kajen slopas. Den del som dock kunde etableras användes som lossningsplats för pråmar.
Den 19 juni drog en kraftig storm in och förstörde Mulberry A vid Omaha Beach. Mulberry B, som kom att kallas Port Winston vid Arromanches, användes intensivt under 8 månader – trots att den var konstruerad för att hålla 90 dagar. Under de första 10 månaderna efter Dagen D landades 2,5 miljoner man, 500 000 fordon och 4 miljoner ton förnödenheter.
Första fartyget med förnödenheter anlände D+4, därefter ökade antalet fartyg för varje dag. När hamnen var utbyggd till full kapacitet lossades 11 000–12 000 ton på en 15 timmars arbetsdag. Ammunitionsfartyg låg inne endast under dygnets ljusa timmar och ankrade utanför på natten.
Sedermera lyckades man åstadkomma flera "kajplatser" genom att med hjälp av vägmaskiner plana ett stycke av havsbottnen, som bestod av sandsten, så att fartygen utan att ta skada kunde stå på det torra under ebb och lossa direkt till bilar.
En Mullbärshamn bestod av 33 bryggor och 15 km flytande landsväg. Det gick åt 600 000 ton betong och ses än idag som en ingenjörsbedrift. Rester av Mullbärshamnen vid Arromanches stränder är idag synliga vid lågvatten och lockar turister.

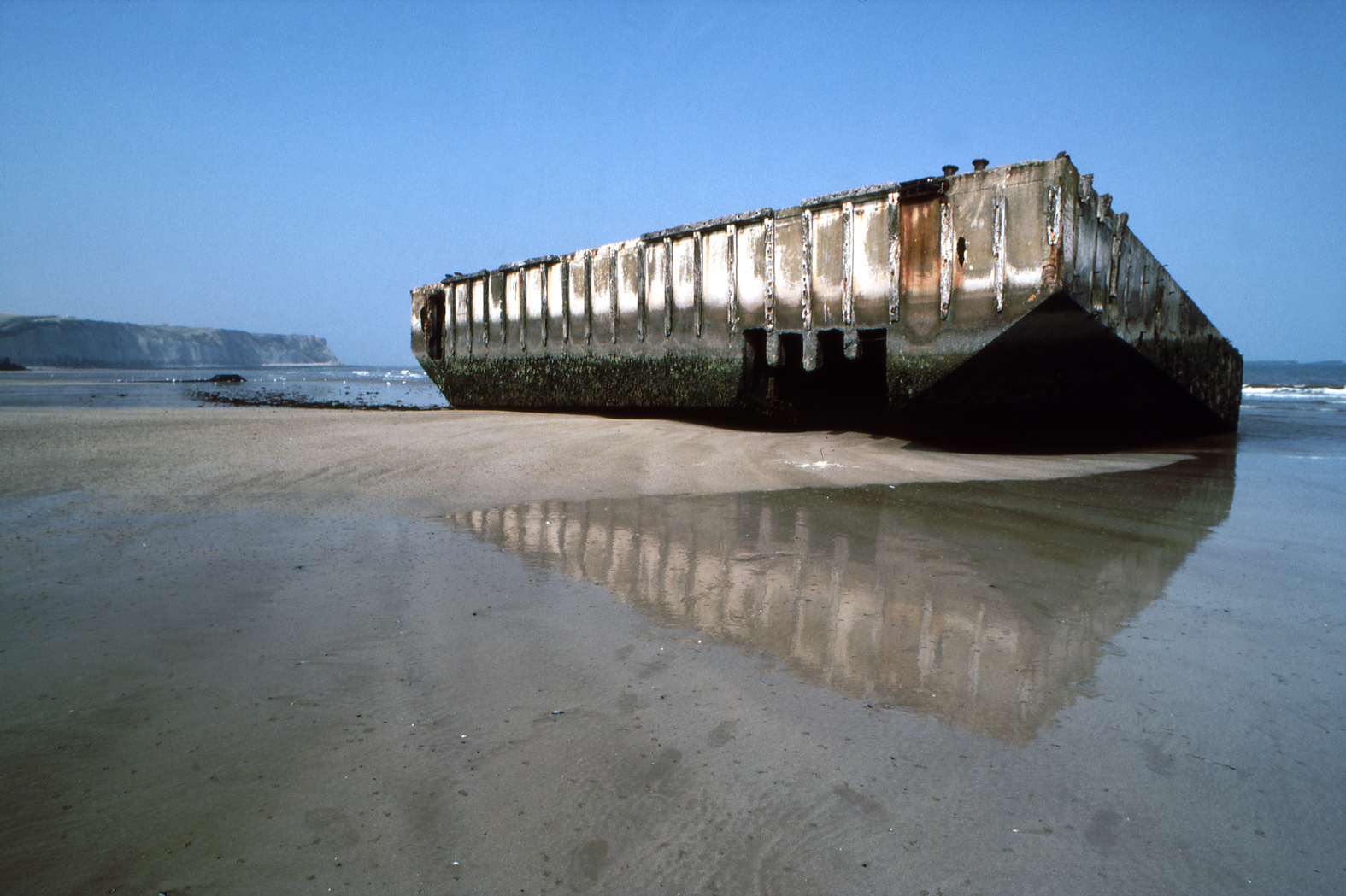
Spud-pontonbrygga i Arromanches.

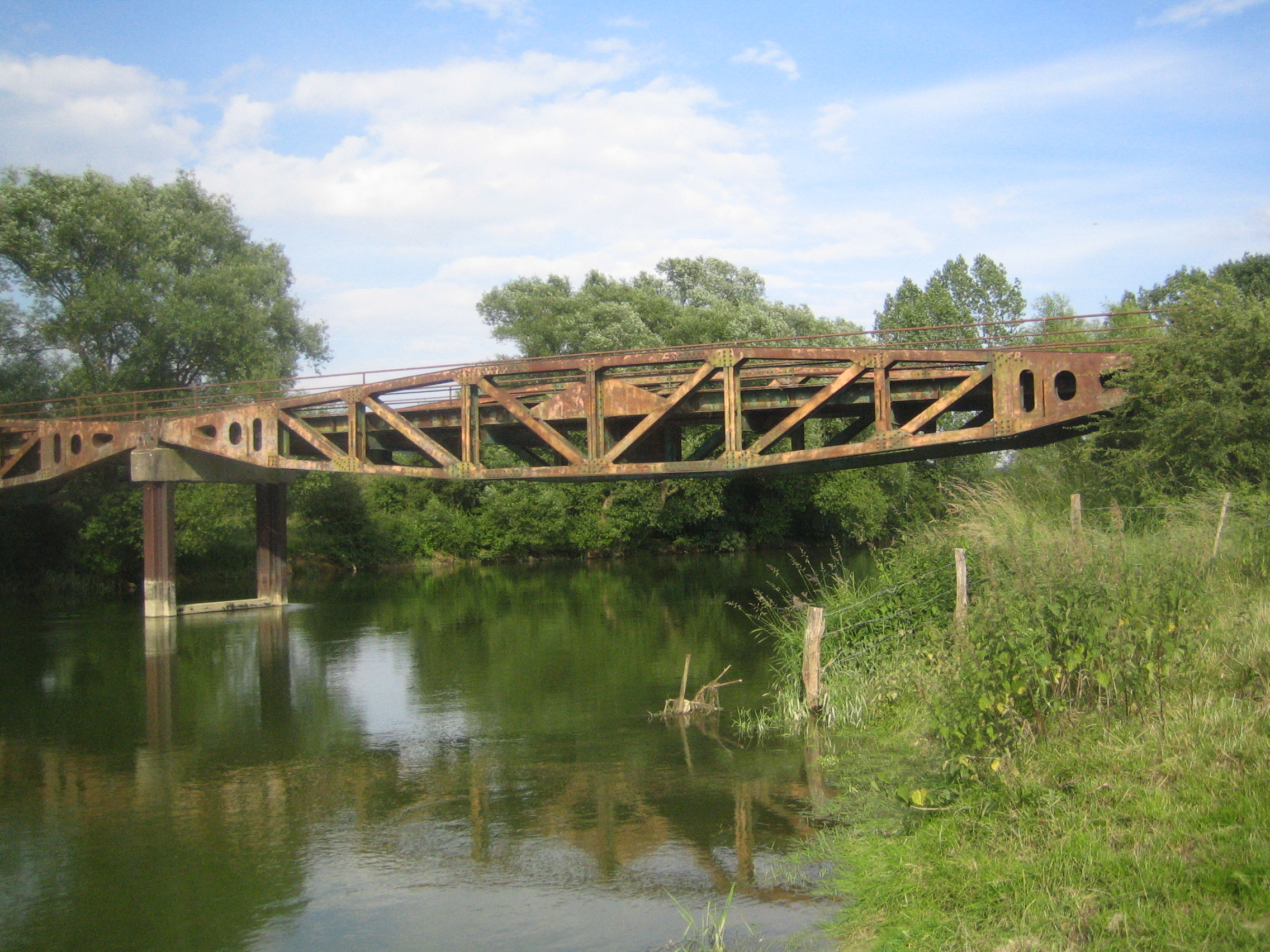
Whale-vägmodul över Meuse. Efter kriget användes Mullbärshamnens flytande vägar för att reparera broar som förstörts av kriget.

## Byggnadsdelarna och deras kodnamn

### Corn cob
Corn cobs (Majskolvar) var kodnamnet för utrangerade fartyg, som sänktes utanför de fem invasionsstränderna. De sänkta fartygen fungerade sedan som vågbrytare. Vågbrytarna som de sänkta skeppen skapade kallades för Gooseberries.

### Gooseberry
Gooseberry (Krusbär) kallades de vågbrytare som skapats av sänkta fartyg (Corn cob). För att bygga en Mullbärshamn så skapade man två vågbrytare av sänkta fartyg för att skydda Mullbärshamnarna under uppbyggnadsfasen.

### Bombardon
Bombardon (Tuba) var stora flytande stålkassuner som skulle agera som vågbrytare för inloppet mellan två Gooseberries. Under en storm i slutet av juni 1944 slet sig stålkassunerna från förankringen. Resultatet blev förödande då de förvandlades till flytande murbräckor som slog sönder Mulberry A.

### Phoenix
Phoenix var stora kassuner av armerad betong som tillverkades längs Storbritanniens kuster. Kassunerna bogserades till södra Englands kuster, där de sänktes för att undgå upptäckt. Sedan de bärgats, bogserades de över Engelska kanalen och bildade tillsammans med Gooseberry Mullbärshamnens vågbrytare.

### Beetle
Beetle (Skalbagge) kallades de förankrade pontoner som gav flytkraft åt den flytande landsvägen Whale som gick mellan hamnens bryggor och land.

### Spud
Spud (Potatis) var namnet på hamnens bryggor där fartygen lastade och lossade. Varje brygga bestod av en ponton med fyra ben som stod förankrade på havsbotten. Pontonerna kunde röra sig med tidvattnet, som vid Arromanches är ca 6,5 m, och fortfarande vara förankrade.

### Whale
Whale (Valfisk) kallades Mullbärshamnens flytande vägar som förband bryggorna (Spud) med fastlandet. Vägarna bestod av 24,38 m (80 fot) långa sektioner som monterades på pontoner, kodnamn Beetle. För att minska belastningen på konstruktionen så gjordes vägsektionerna inte vridstyva, utan kunde röra sig med havet. Efter kriget användes vägsektionerna för att reparera sönderbombade broar i Frankrike, Belgien och Nederländerna.